# Pityeja fulvida
Pityeja fulvida är en fjärilsart som beskrevs av W. Warren 1909. Pityeja fulvida ingår i släktet Pityeja och familjen mätare. Inga underarter finns listade i Catalogue of Life.